# Straßenradsport-Weltmeisterschaften 1989

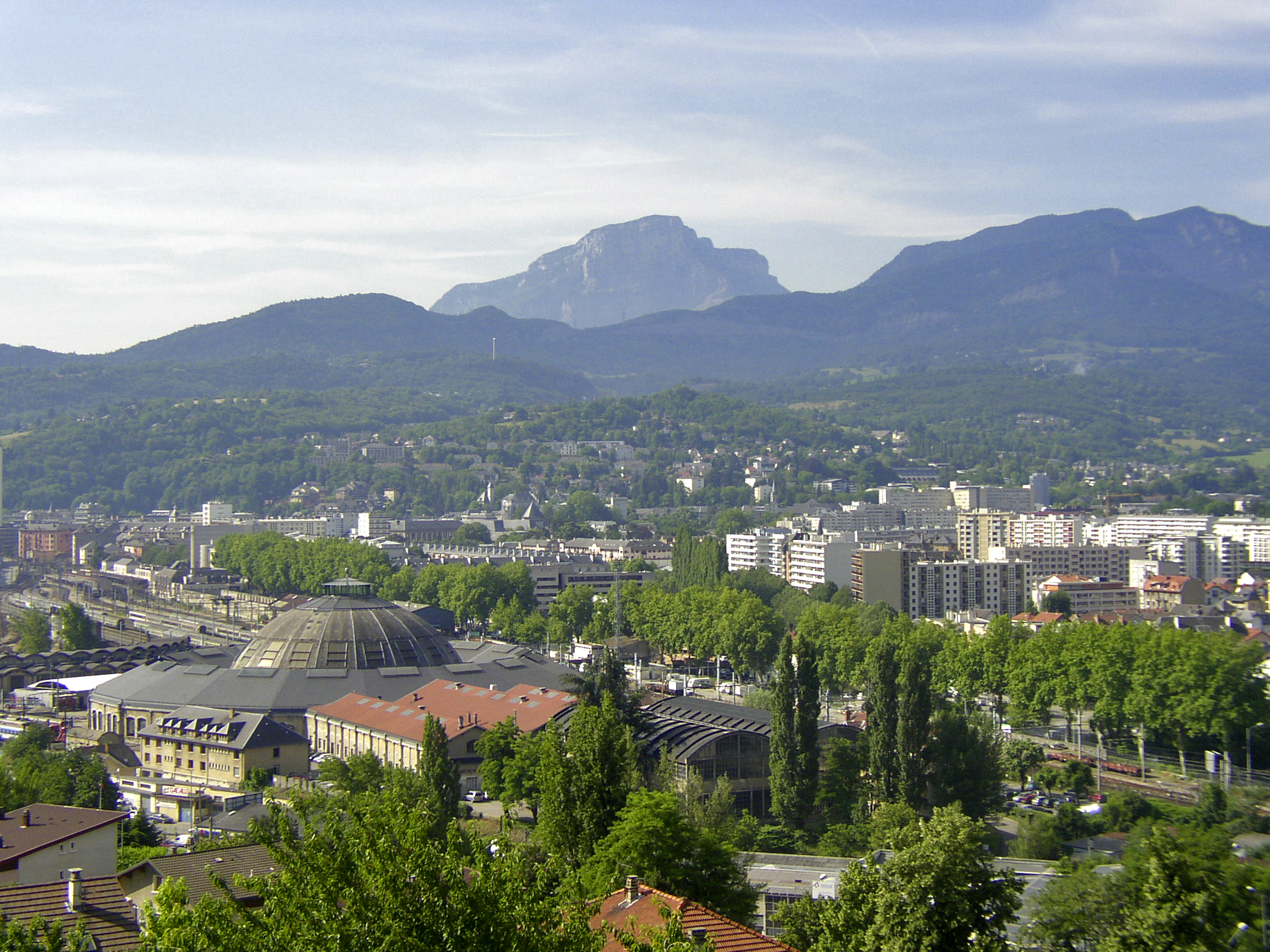
WM-Austragungsort 1989: Chambéry

Die Straßenradsport-Weltmeisterschaften 1989 fanden Ende August in dem ostfranzösischen Voralpenort Chambéry statt. Neue Weltmeister wurden bei den Berufsfahrern Greg LeMond (USA), bei den Amateuren Joachim Halupczok (Polen) und bei den Frauen Jeannie Longo (Frankreich).

## Rennstrecke
Die Weltmeisterschaftsstrecke war ein Rundkurs mit einer Länge von 12,3 Kilometern. Sie führte südlich von Chambéry in die Savoyer Alpen, wo auf dem Montagnole-Pass mit 1445 Metern der höchste Punkt erreicht wurde. Der 2700 Meter lange Aufstieg zum Pass weist eine Steigung von sieben Prozent auf.

## Profis
Am 27. August 1989 gingen 190 Fahrer an den Start, unter ihnen auch Aktive des sowjetischen Teams Alfa Lum-STM, die sich 1989 im Rahmen der Perestroika erstmals an Profirennen beteiligen konnten. Es herrschten niedrige Temperaturen, das letzte Drittel des Rennens wurde durch ein Unwetter beeinträchtigt. Der Rundkurs musste 21-mal bewältigt werden, sodass rund 259 Kilometer zu fahren waren. In der achten Runde gelang es einer Gruppe von neun Fahrern, zeitweise einen Vorsprung von fünf Minuten herauszufahren. In der vorletzten Runde unternahmen der Franzose Thierry Claveyrolat und der sowjetische Sportler Dimitri Konyschew einen neuen Vorstoß, aus dem sich eine elfköpfige Spitzengruppe entwickelte, die gemeinsam die letzte Runde anführte. Im Zieleinlauf zogen fünf Fahrer den Endspurt an, unter ihnen die beiden Erstplatzierten der 1989er Tour de France, Greg LeMond aus den USA und Laurent Fignon aus Frankreich. Der Amerikaner gewann den Spurt mit einer Radlänge vor Dimitri Konyschew, während Fignon schon vorher resigniert hatte und nur Sechster wurde. Bester Deutscher wurde Peter Hilse auf Platz 16 mit nur 42 Sekunden Rückstand. Von den zwölf gestarteten deutschen Fahrern kamen nur fünf ins Ziel, die übrigen mussten zusammen mit weiteren 143 Teilnehmern dem Unwetter Tribut zollen.
| Platz | Athlet              | Land | Zeit              |
| ----- | ------------------- | ---- | ----------------- |
| 1     | Greg LeMond         | USA  | 6:45:59 h         |
| 2     | Dimitri Konyschew   | URS  | gleiche Zeit      |
| 3     | Sean Kelly          | IRL  | gleiche Zeit      |
| 4     | Steven Rooks        | NED  | gleiche Zeit      |
| 5     | Thierry Claveyrolat | FRA  | + 0:03 min        |
| 6     | Laurent Fignon      | FRA  | + 0:10 min        |
| 7     | Martin Earley       | IRL  | alle gleiche Zeit |
| 8     | Gianni Bugno        | ITA  | alle gleiche Zeit |
| 9     | Rolf Sørensen       | DEN  | alle gleiche Zeit |
| 10    | Claude Criquielion  | BEL  | alle gleiche Zeit |
| 11    | Marino Lejarreta    | ESP  | + 0:14 min        |
| 12    | Raúl Alcalá         | MEX  | + 0:42 min        |
| 13    | Steve Bauer         | CAN  | + 0:42 min        |

| Platz | Athlet          | Land | Zeit              |
| ----- | --------------- | ---- | ----------------- |
| 14    | Tony Rominger   | SUI  | + 0:42 min        |
| 15    | Erik Breukink   | NED  | alle gleiche Zeit |
| 16    | Peter Hilse     | GER  | alle gleiche Zeit |
| 17    | Camillo Passera | ITA  | alle gleiche Zeit |
| 18    | Federico Echave | ESP  | alle gleiche Zeit |
| 19    | Charly Mottet   | FRA  | alle gleiche Zeit |
| 20    | Pedro Delgado   | ESP  | + 0:46 min        |
| 0 …   |                 |      |                   |
| 24    | Andreas Kappes  | GER  | + 1:20 min        |
| 26    | Hartmut Bölts   | GER  | + 1:24 min        |
| 41    | Thomas Dürst    | GER  | + 12:27 min       |
| 42    | Darius Kaiser   | GER  | + 21:57 min       |

## Amateure
| Platz | Land              | Athleten | Zeit (h) |
| ----- | ----------------- | -------- | -------- |
| 1     | Joachim Halupczok | POL      |          |
| 2     | Éric Pichon       | FRA      |          |
| 3     | Christophe Manin  | FRA      |          |

| Platz | Land        | Athleten                                                               | Zeit (h) |
| ----- | ----------- | ---------------------------------------------------------------------- | -------- |
| 1     | DDR         | Mario Kummer, Maik Landsmann Jan Schur, Falk Boden                     |          |
| 2     | Polen       | Zenon Jaskuła, Joachim Halupczok Marek Leśniewski, Andrzej Sypytkowski |          |
| 3     | Sowjetunion | Juri Manuilow, Wiktor Klimow Jewhen Sahrebelnyj, Oleh Halkin           |          |

## Frauen
| Platz | Land             | Athletin | Zeit (h) |
| ----- | ---------------- | -------- | -------- |
| 1     | Jeannie Longo    | FRA      |          |
| 2     | Catherine Marsal | FRA      |          |
| 3     | Maria Canins     | ITA      |          |

| Platz | Land        | Athletinnen                                                               | Zeit (h) |
| ----- | ----------- | ------------------------------------------------------------------------- | -------- |
| 1     | Sowjetunion | Natalja Meljochina, Laima Zilporytė Nadeschda Kibardina, Tamara Poljakowa |          |
| 2     | Italien     | Monica Bandini, Roberta Bonanomi Maria Canins, Francesca Galli            |          |
| 3     | Frankreich  | Valérie Simonnet, Cécile Odin Catherine Marsal, Nathalie Cantet           |          |